# L'infiltrato (film 1995)
L'infiltrato (The Infiltrator) è un film del 1995 diretto da John Mackenzie basato sul libro In Hitler's Shadow: An Israeli's Journey Inside Germany's Neo-Nazi Movement di Yaron Svoray e Nick Taylor su un giornalista israeliano che si reca in Germania nei primi anni '90 e scopre una fazione neonazista sotterranea pericolosamente pervasiva con l'intento di riportare il nazismo alla ribalta in Germania.

## Distribuzione
Il film è stato distribuito il 24 giugno 1995 su HBO. È stato l'ultimo film sotto il banner HBO Showcase prima di essere rinominato in HBO NYC Productions nel 1996.

## Critica
Variety ha elogiato l'alta qualità delle interpretazioni e dei valori di produzione del film e lo ha definito "Ancora più inquietante per ricordarci che l'estremismo di destra non è morto con Hitler". 